# Bylany
Bylany är en ort i Tjeckien.   Den ligger i regionen Pardubice, i den centrala delen av landet, 90 km öster om huvudstaden Prag. Bylany ligger 261 meter över havet och antalet invånare är 352.
Terrängen runt Bylany är platt åt nordost, men åt sydväst är den kuperad.Runt Bylany är det tätbefolkat, med 427 invånare per kvadratkilometer. Närmaste större samhälle är Pardubice, 9,8 km norr om Bylany. Trakten runt Bylany består till största delen av jordbruksmark.